# フェデリコ・バロッチ
フェデリコ・バロッチ（伊: Federico Barocci、1535年頃 – 1612年9月30日）は、イタリアのルネサンス後期の画家および版画家である。本名はフェデリコ・フィオリ（Federico Fiori）であり、愛称のイル・バロッチオ（il Baroccio）で知られる。主にウルビーノ公国で活動した。彼の作品は高い評価を受け、影響力があり、ピーテル・パウル・ルーベンスの前に現れて後のバロックを予感させる作品を制作した。

## 生涯

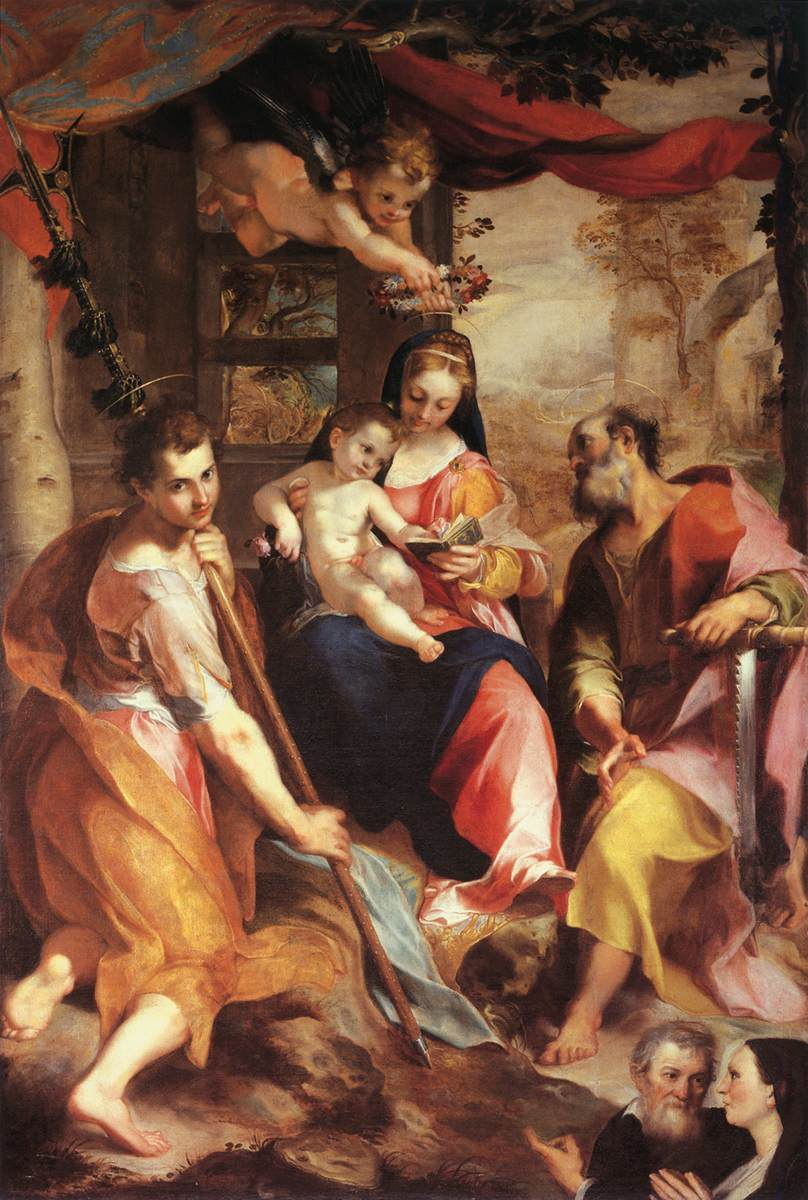
『聖母子と聖シモン、聖ユダ』1567年頃。国立マルケ美術館所蔵。

### 初期
フェデリコ・バロッチはウルビーノで生まれ、地元の高名な彫刻家であった父アンブロージョ・バロッチ（Ambrogio Barocci）に画家としての最初の修業を受けた。彼はその後、ウルビーノで画家のバティスタ・フランコ・ヴェネツィアーノに弟子入りした。叔父のバロトロメオ・ジェンガとともにペーザロに行き、その後1548年にローマに行って、当時の傑出したマニエリスムの画家タッデオ・ツッカリとフェデリコ・ツッカリの工房で働いた。

### ローマとウルビーノ
フェデリコはローマで4年間過ごした後、故郷のウルビーノに戻った。ウルビーノでの最初の芸術作品は聖餐式の同信会（Confraternity of the Holy Sacrament）のために制作された『聖マーガレット』（St. Margaret）である。彼はローマ教皇ピウス4世によってローマに招待され、ローマのバチカンのベルヴェデーレ宮殿の装飾を手伝い、『聖母子』と数人の聖人およびフレスコによる天井画『受胎告知』を描いた。
この2回目の滞在の間、バロッチはバチカンの装飾を完成させる間に腸を患った。彼の成功に嫉妬したライバルがサラダに毒を盛ったのではないかと疑ったバロッチは、病気が末期であることを恐れて、1563年にローマを去った。4年後、彼は聖母に祈りを捧げたのちに部分的に病状が治まり回復したという。バロッチはこれ以降40年近くも生産性を維持したが、しばしば健康不良を訴えた。バロッチは同時代の人々からやや不機嫌で心気症に苦しんでいると説明されているが、その絵画は明るく目にも鮮やかである。彼は遠方から主要な祭壇画の仕事を受け続けたが、ローマに戻ることはなく、主に故郷の街でウルビーノ公フランチェスコ・マリーア2世・デッラ・ローヴェレの後援を受けて活動した。ウルビーノのドゥカーレ宮殿はバロッチのいくつかの絵画の背景に見ることができ、マニエリスムの名残と思われる強引な遠近法でレンダリングされている。

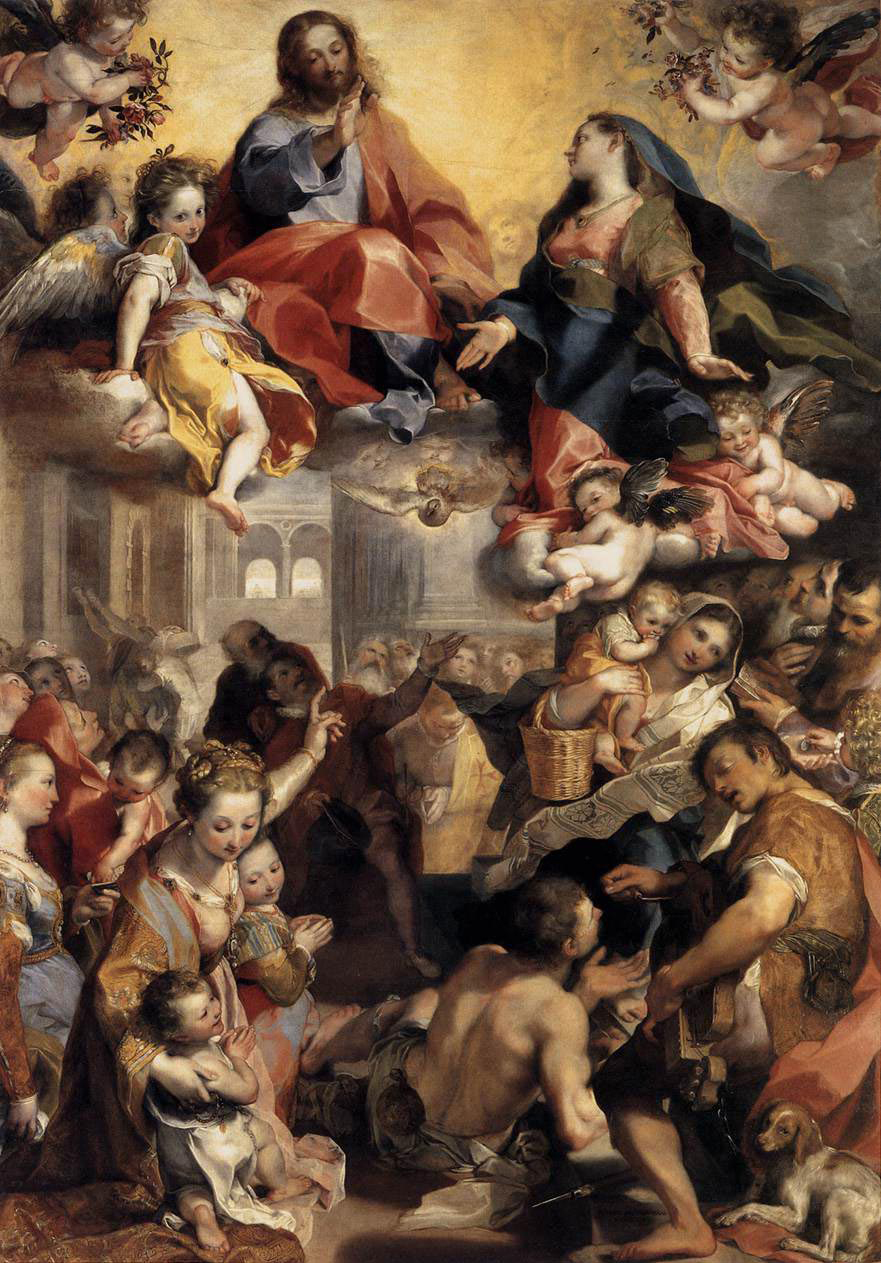
『民衆の聖母』（1579年）。ウフィツィ美術館所蔵。

バロッシは名声と影響力の中心であるローマから離れている間、自身のスタイルを革新し続けた。彼はある時点で、コレッジョの色チョークないしパステルを用いた素描を見たことがあったかもしれないが、バロッチのパステルによる習作は現在まで生き残っている技法の最も初期の例である。パステルや油彩による素描（彼が開拓した別の技法）において、バロッチの柔らかい乳白光のレンダリングは空気感のようなものを呼び起こす。このような習作はバロッチが祭壇画を完成させるために用いた複雑なプロセスの一部であり、最終的な完成にいたる整理された一連のステップは制作の速さと成功を確かなものとした。モデルを使った身ぶり、構図、人物の習作をはじめ、粘土像を使った照明、遠近法、色彩、自然など、バロッチは無数のスケッチを行った。今日、バロッチによる2,000以上の素描が現存しており、キャンバスのカルトン（下絵）の細部はこうした準備によって制作された。良い例としてウフィツィ美術館に所蔵されている有名な『民衆の聖母』（Madonna del Popolo）を挙げることができる。初期のスケッチから頭部の色彩の研究、最終的なフルサイズのカルトンまで、制作のための数多くの素描が現存しているこの作品は、色彩と活力の渦であり、多種多様な人物、ポーズ、遠近法、自然のディテール、色彩、照明、大気の効果によって可能となっている。この面倒なプロセスにもかかわらず、バロッチの非凡な才能は情熱的で解放された筆運びを保ち、精神的な照明は、顔、手、服の布地、空を横切る宝石がキャンバスの上にちりばめられているかのようである。

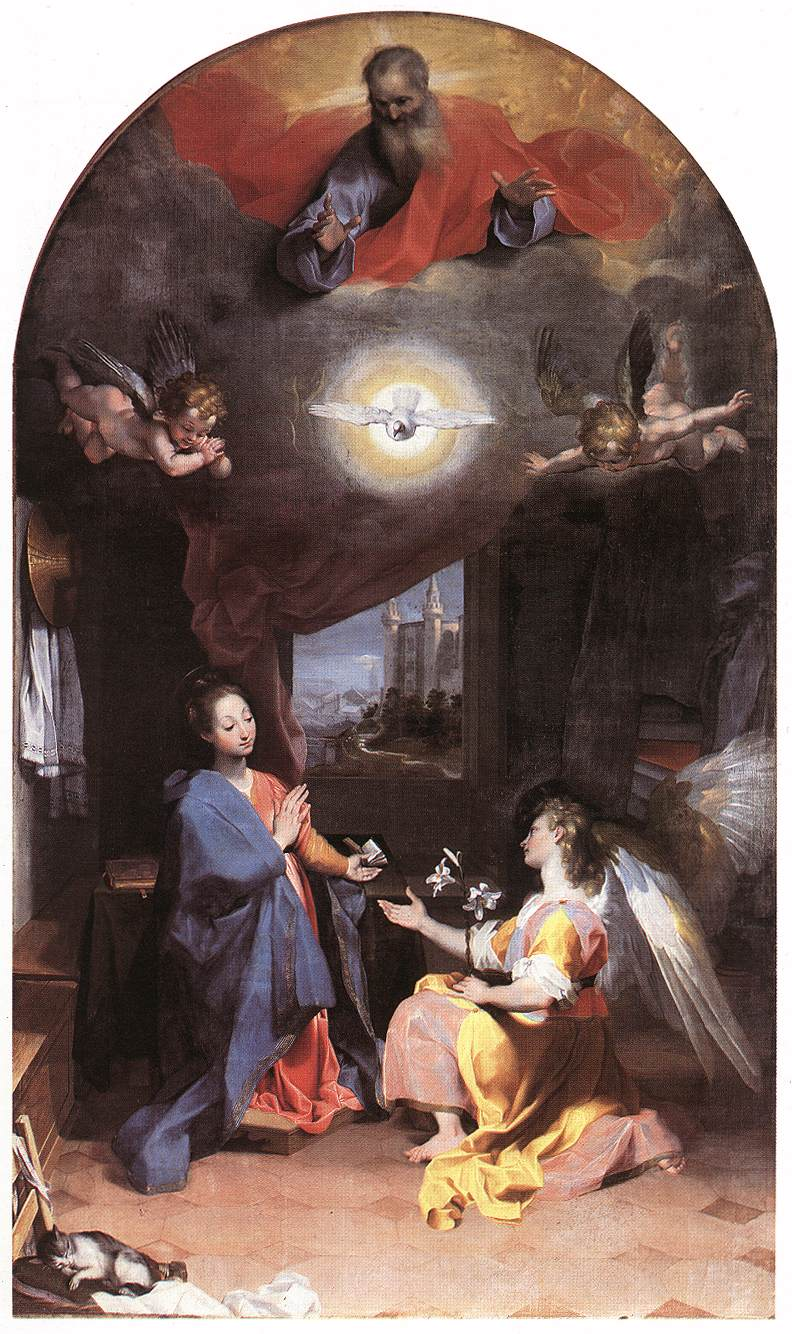
アッシジのサンタ・マリア・デッリ・アンジェリ聖堂祭壇画『受胎告知』（1592年–1596年）。ナンシー美術館所蔵。

バロッチが対抗宗教改革を支持したことは、彼の長く実りあるキャリアを形成した。1566年までに、バロッチはフランシスコ会から派生したカプチン・フランシスコ修道会に加わった。彼は精神的な領域を日常の人々の生活と再接続しようとした神愛オラトリオ会の聖フィリッポ・ネリに影響を受けた可能性がある。サンタ・マリア・イン・ヴァリチェッラ教会の富の蓄積についてやや相反する価値観を持っていたネリは、大きく信仰心に篤い祭壇画を描くことができた傑出した芸術家のバロッチに2つの作品『聖母の訪問』（1583年-1586年）と『聖母の奉献』（1593年-1594年）を委託した。彼はローマ教皇グレゴリウス13世の時代に再びローマを訪れて両作品を制作し、ネリは聖母と聖エリザベトがたがいに挨拶を交わしている前者の絵画によって法悦に達したと言われている。
ウルビーノで、彼はペルージャのサン・ロレンツォ・メトロポリターナ大聖堂のために『十字架降下』を描いた。また3度目のローマ滞在中にキエザ・デッラ・ミネルヴァ教会のために『最後の晩餐』を描いた。

## 弟子
バロッチのもとで働いた芸術家には、アントニオ・チマトリ（イル・ヴィザッチ, il Visacci）、ヴァントーラ・マッツァ、アントニオ・ヴィヴィアーニ（イル・ソルド・ディ・ウルビーノ, il Sordo di Urbino）、ジョヴァンニ・アンドレア・ウルバーニ（Giovanni Andrea Urbani）、アレッサンドロ・ヴィタリ、そして最後にフェリーチェ・ペレグリーニ（Felice Pellegrini）とヴィンチェンツォ・ペレグリーニがいる。

## 評価・影響

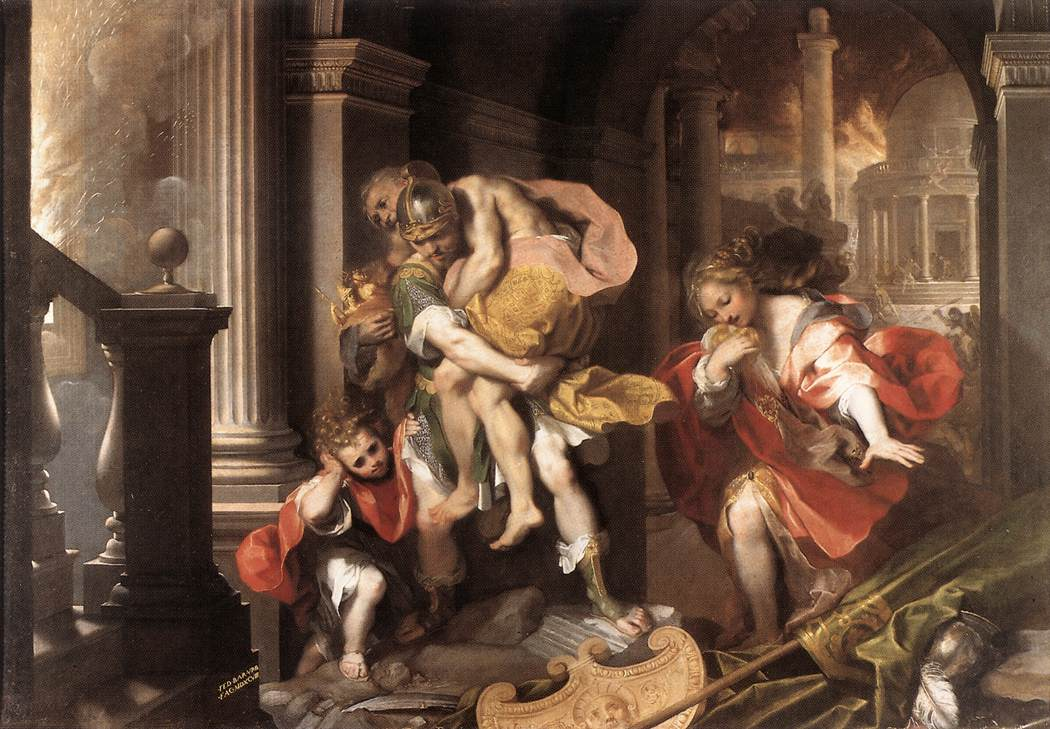
『アエネアスのトロイアからの逃亡』（1598年）。ボルゲーゼ美術館所蔵。

芸術家の伝記作家ジョヴァンニ・ピエトロ・ベッロリはルネサンス期のジョルジョ・ヴァザーリに相当するバロック期の人物であり、バロッチを彼の時代の最も優れた画家の一人と見なしていた。バロッチの感情的な筆致はイタリア時代のピーテル・パウル・ルーベンスに理解された。ルーベンスはバロッチのドラマチックな『聖ヴィターレの殉教』（The Martyrdom of St Vitale）のスケッチを描いたことが知られており、殉教者の波打つ肉体は人物、仕草、ドラマの点においてもう一つの旋風の目となっている。また、ルーベンスの『聖リヴィヌスの殉教』（The Martyrdom of St Livinus）は、ヤシの葉で指さしているプットーから右下隅に犬がいるところまで、バロッチに多くを負っているように思われる。
バロッチには彼の様式に追従したり強く影響された多くの者がいた。ニコロ・マルティネッリ（イル・トロメッタ, il Trometta）、ジョバンニ・バティスタ・ロンバルデリ（Giovanni Battista Lombardelli）、ドメニコ・マルピエディ、チェーザレ、バジリオ・マジェリ（Cesare & Basilio Maggeri）、フィリッポベッリーニ、ジョヴァンニ・ローレンティーニ（アッリゴニ, Arrigoni）、ジョルジョ・ピッキ、ジョバンニ・ジャコモ・パンドルフィ、ピエトロ・パオロ・タンブリニ、テレンツィオ・ドゥルビーノ（ロンドリノ, Rondolino）、ジュリオ・チェザーレ・ベニー、ベネデット・マリーニ（Benedetto Marini）、ジローラモ・チャルディエーリ、ジョバンニ・バッティスタ・ウルビネッリ（Giovanni Battista Urbinelli）、アルフォンソ・パタナッツィ（Alfonso Patanazzi）、ジャン・オルテンシオ・ベルトゥッツィ（Gian Ortensio Bertuzzi）、チェザーレ・フランキ（Cesare Franchi; イル・ポリーノ, il Pollino）、シッラ・ピッチニーニ（Silla Piccinini）、ベネデット・バンディエラ、マッテウッチョ・サルヴッチ（Matteuccio Salvucci）、シメオネ・チブリ、ピエトロ・ランカネッリ（Pietro Rancanelli）、オノフリオ・マリーニ（Onofrio Marini）、アレッサンドロ・ブルネッリ（Alessandro Brunelli）、フランチェスコ・バルデッリ（Francesco Baldelli）といった画家の名前が挙げられる。

## ギャラリー

### 絵画

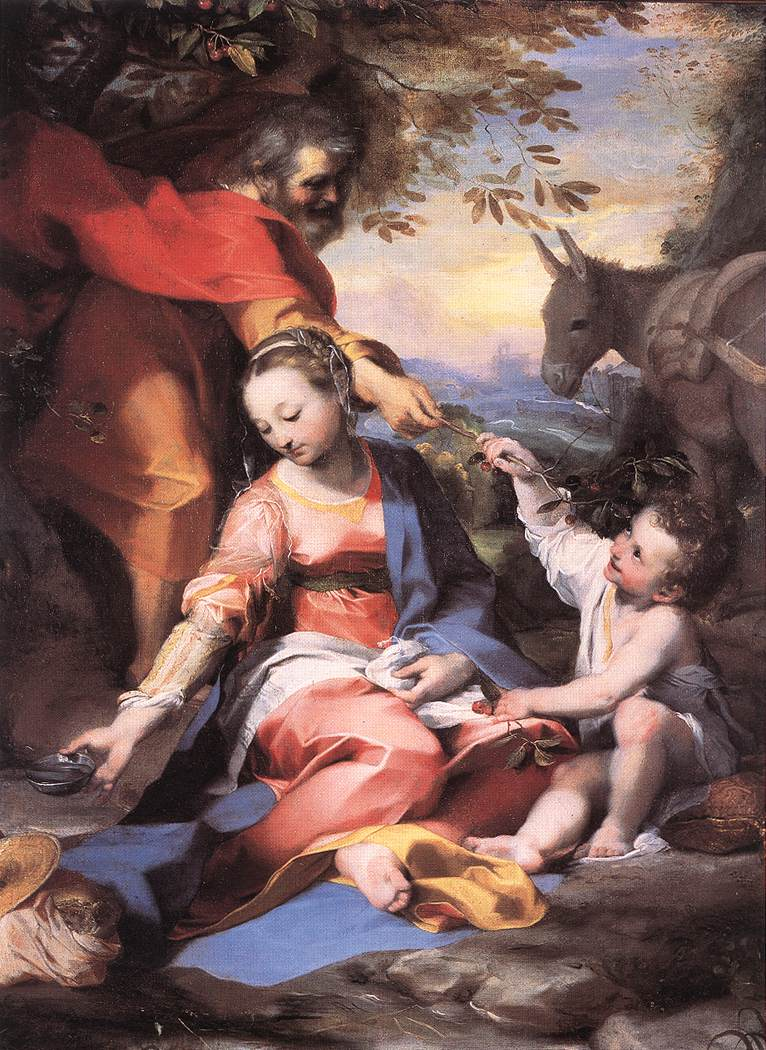
『エジプトへの逃避』1570年頃 ヴァチカン絵画館（イタリア語版）所蔵
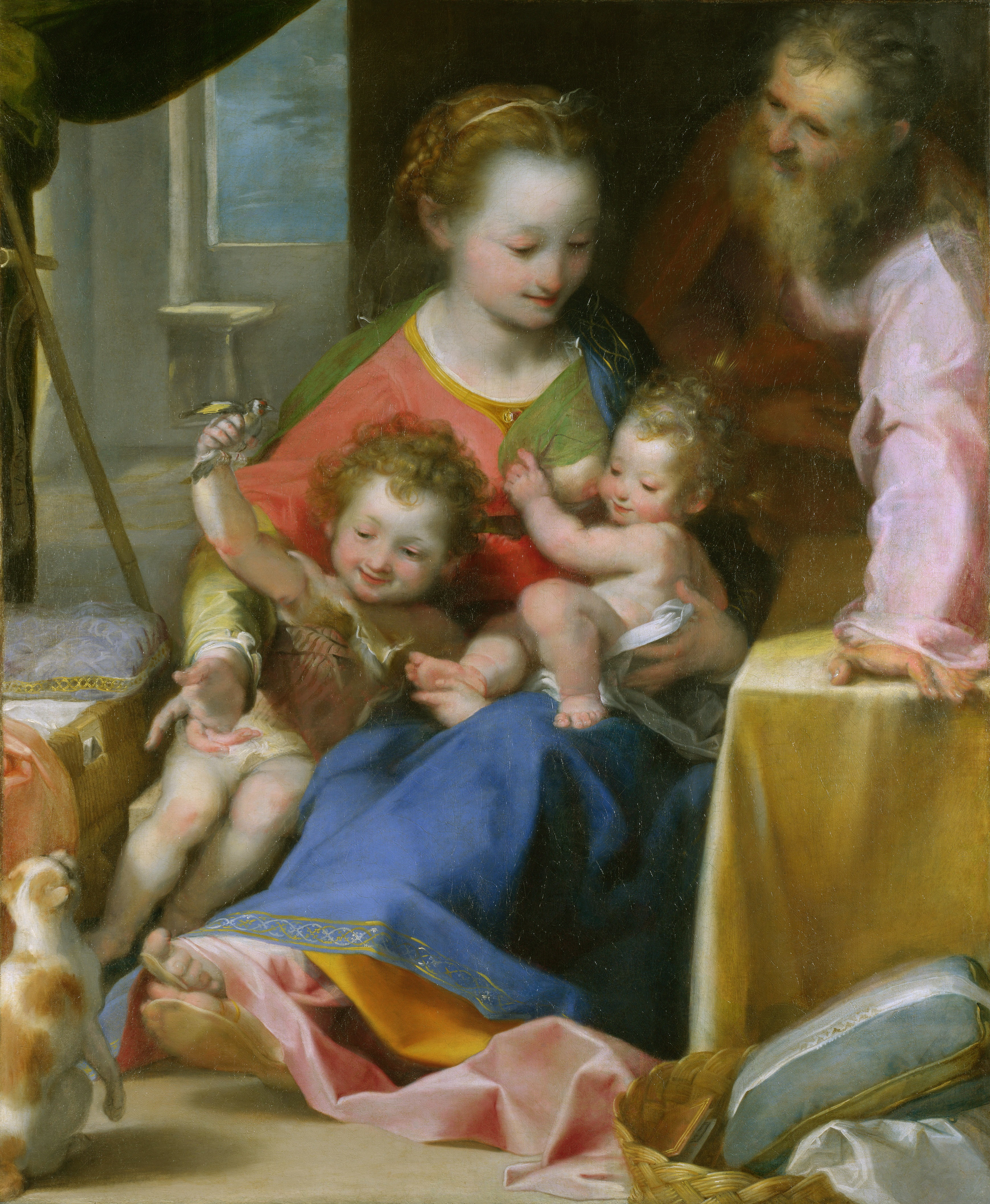
『猫の聖母』1574年-1577年 ナショナル・ギャラリー所蔵
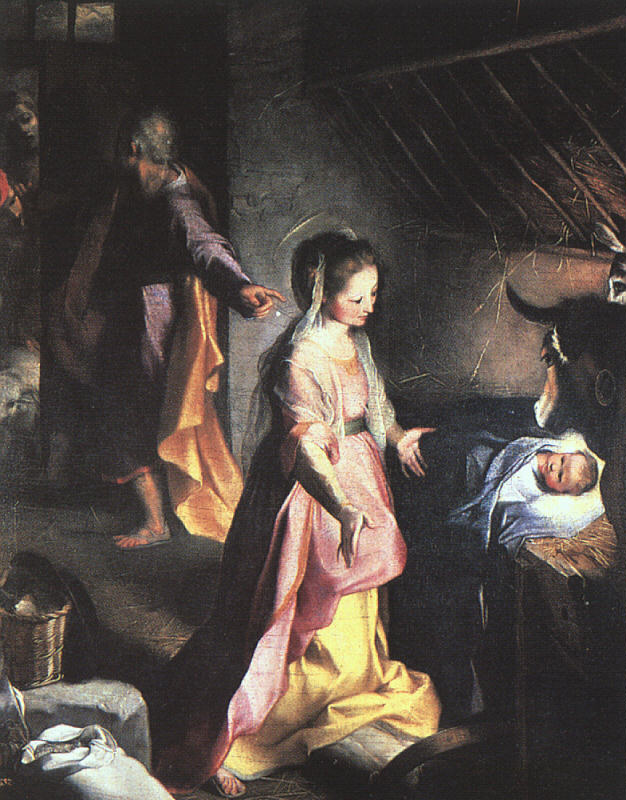
『キリストの降誕』1597年 プラド美術館所蔵
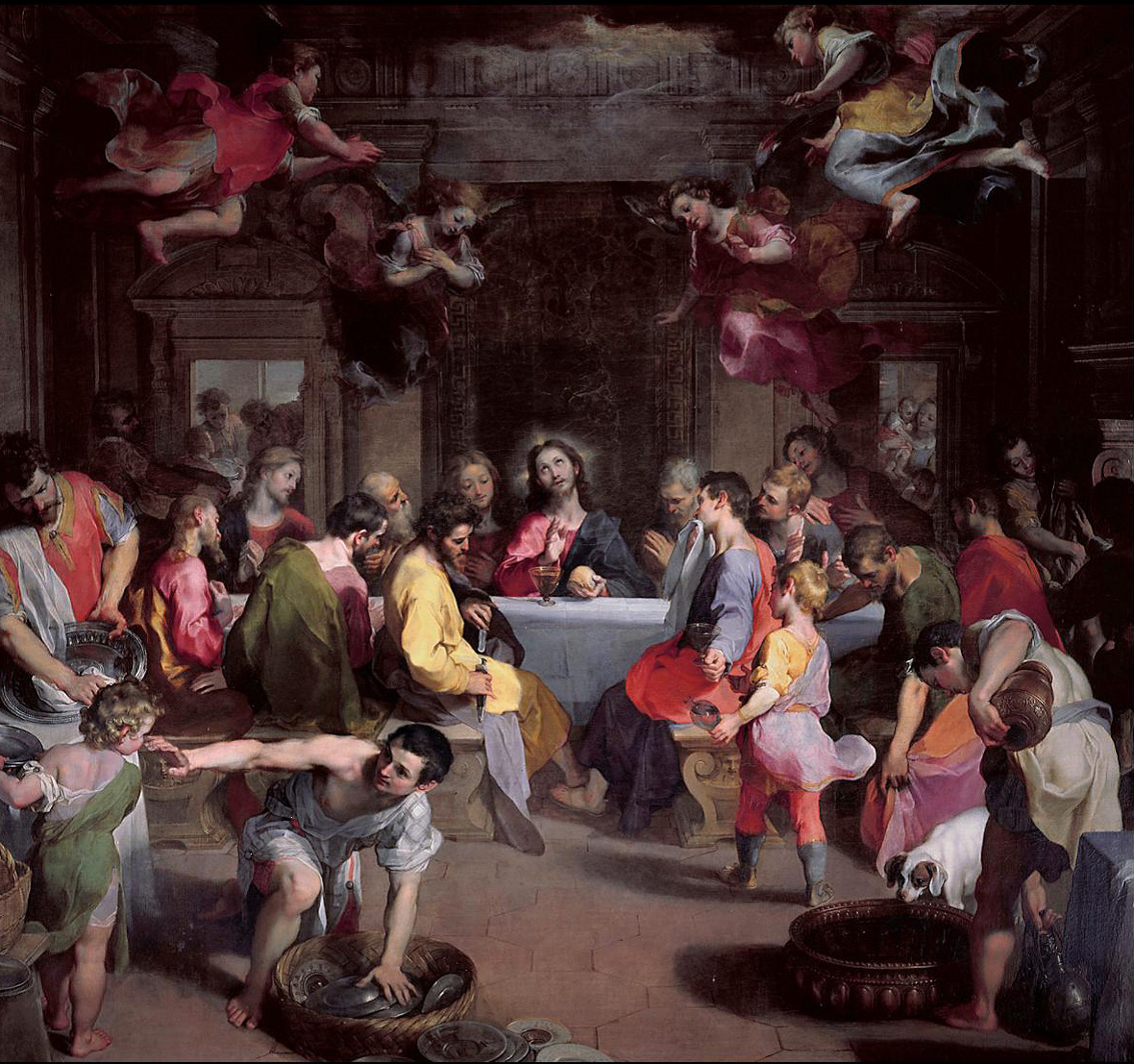
『最後の晩餐』1590年から1599年の間 ウルビーノ大聖堂（英語版）所蔵
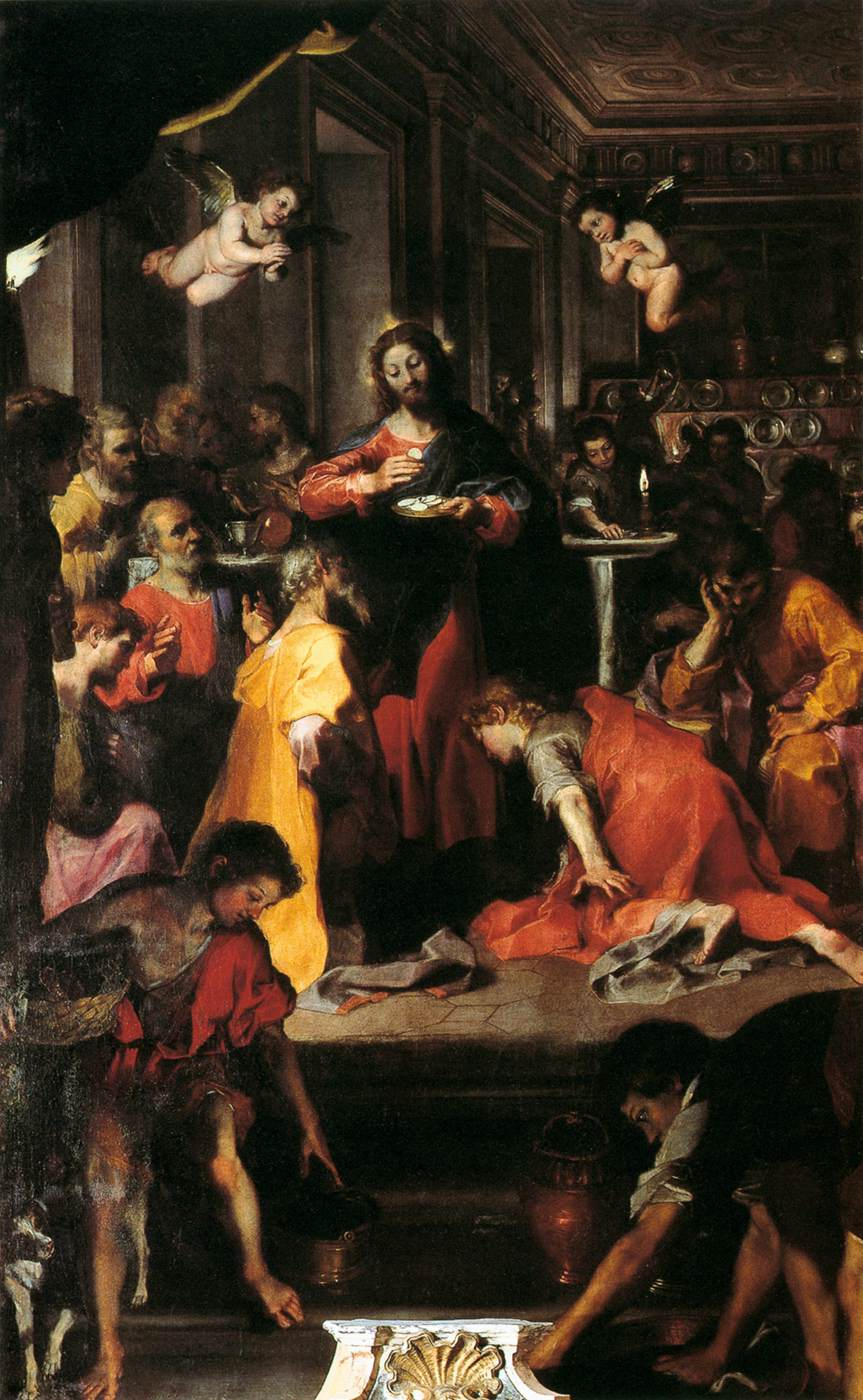
『使徒たちの聖体拝領』1603年から1608年の間 サンタ・マリア・ソプラ・ミネルヴァ聖堂 (ローマ) 所蔵

### 素描

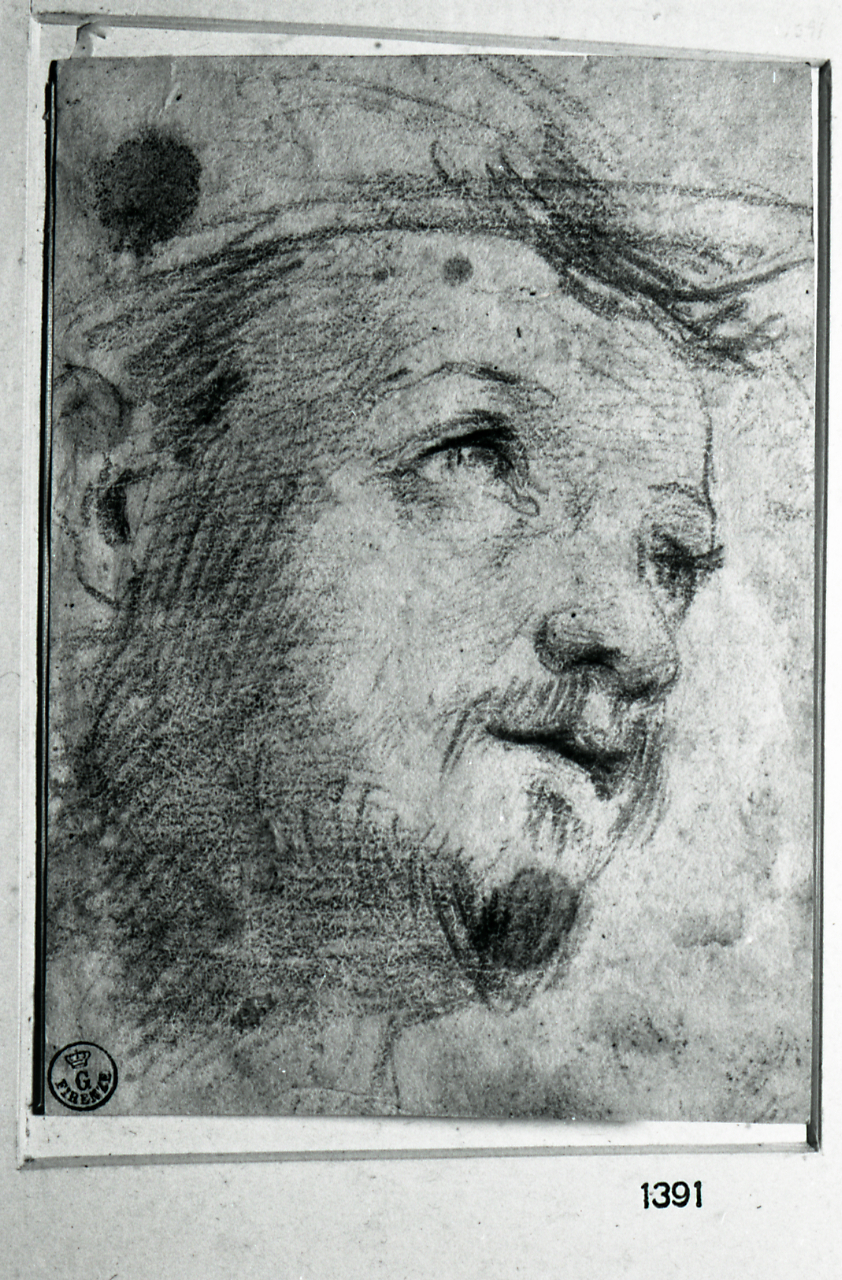
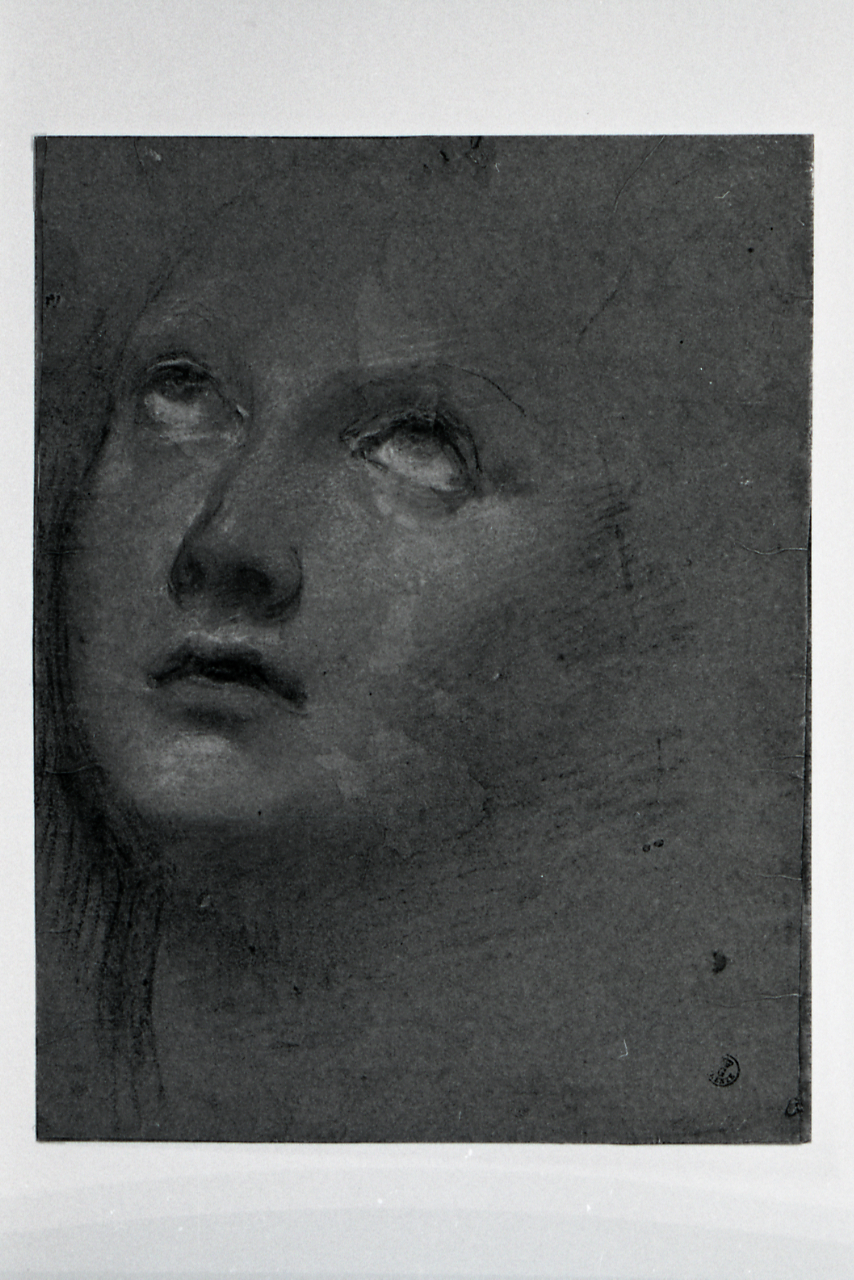
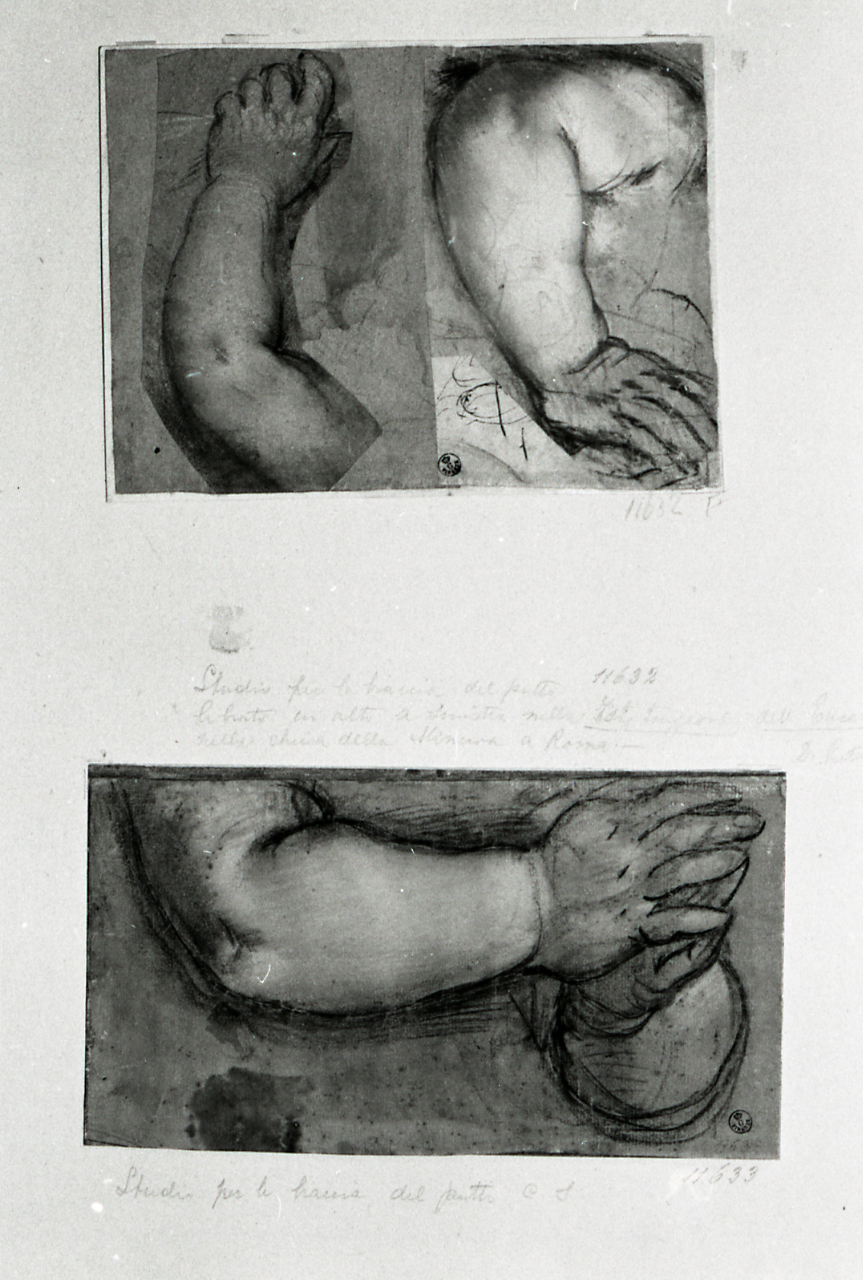
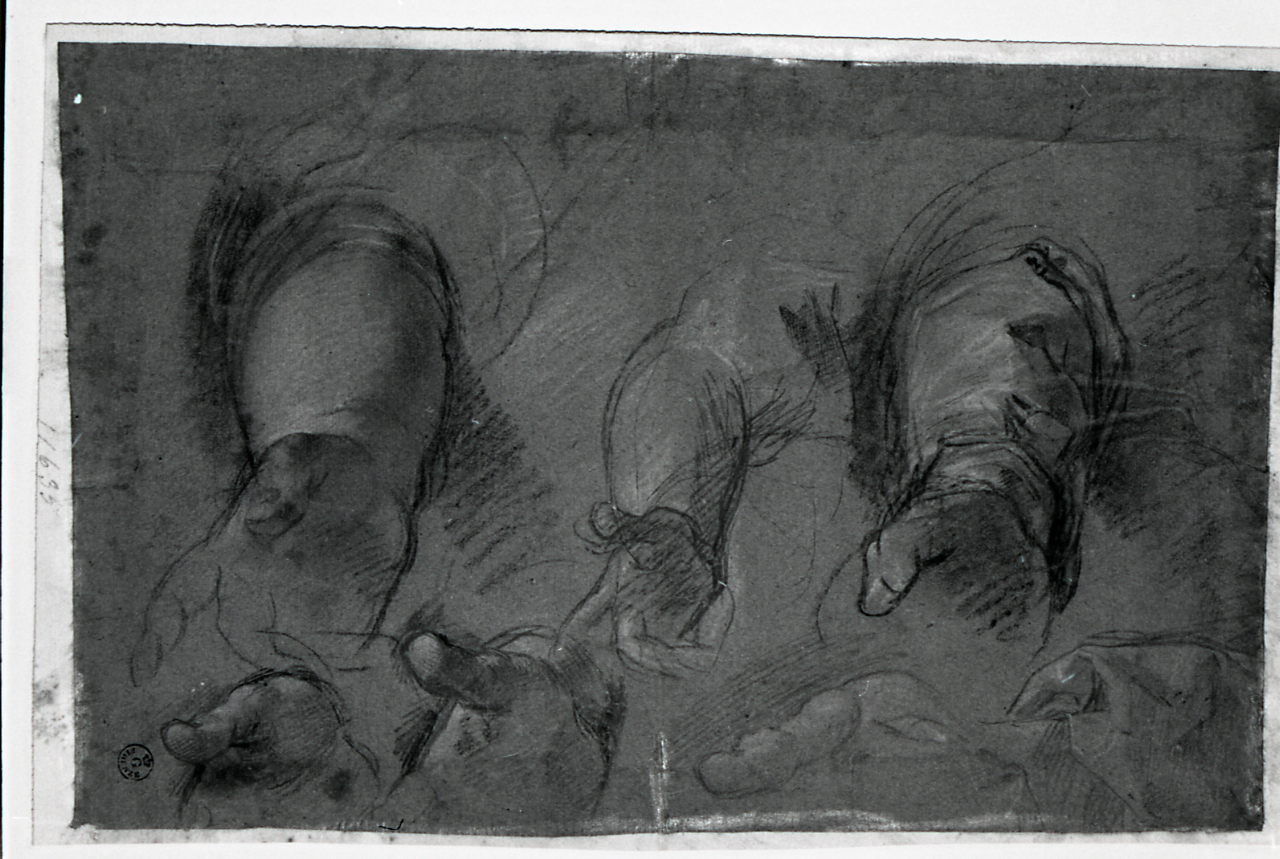
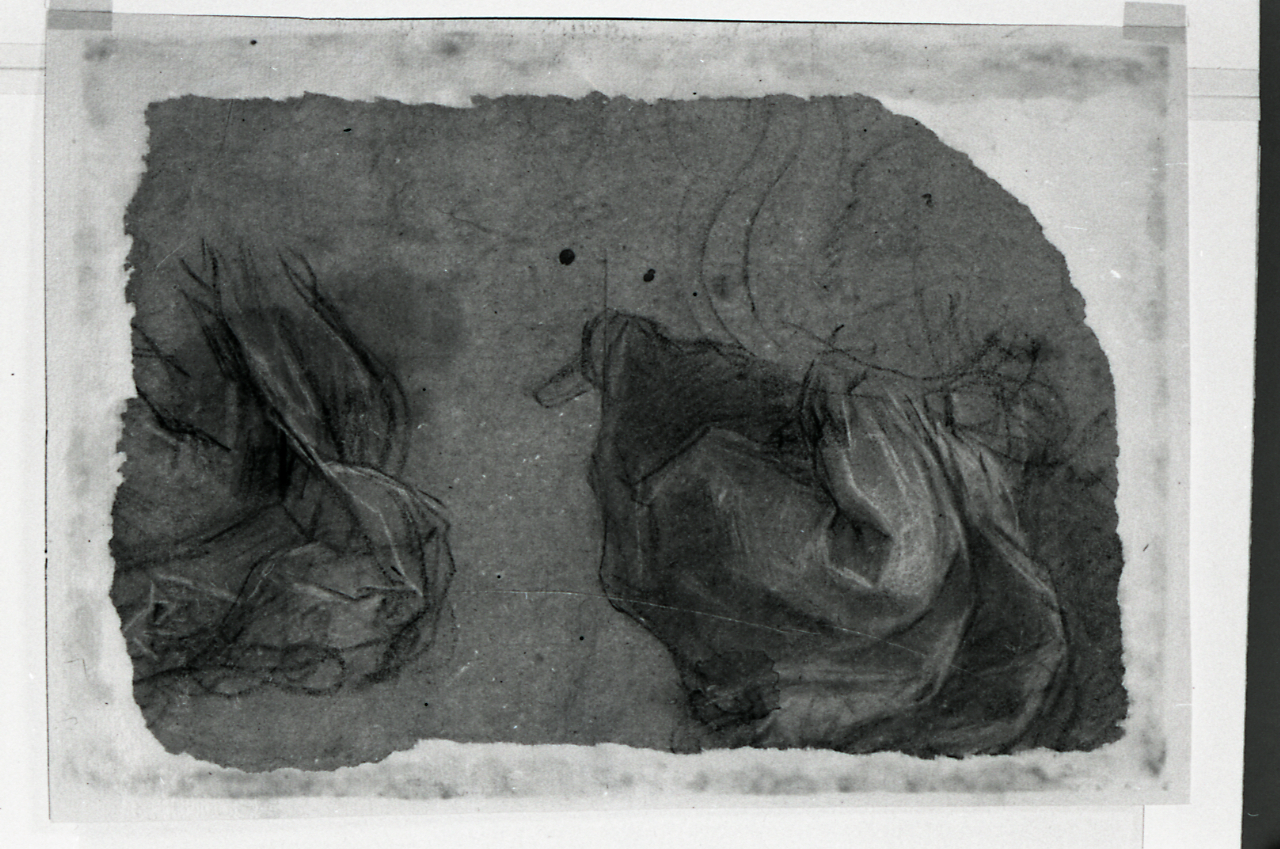
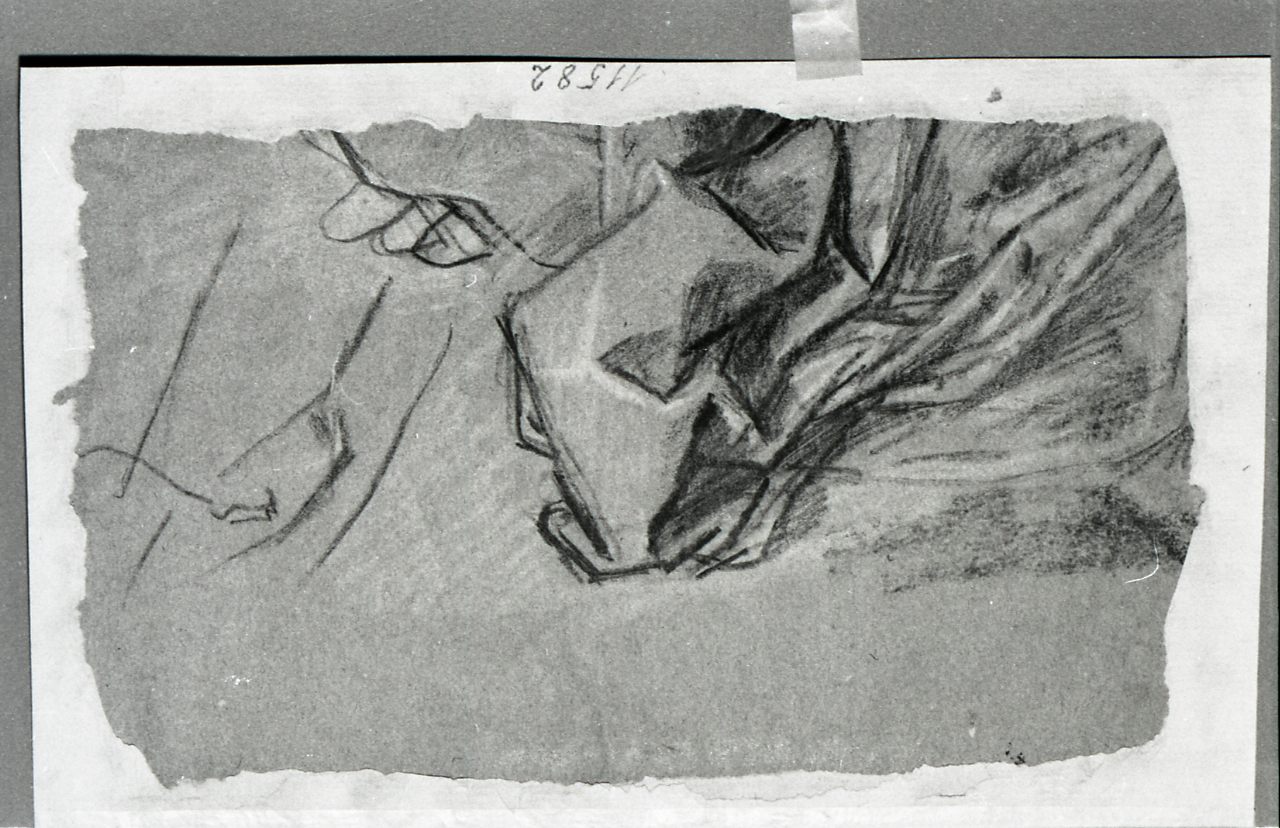
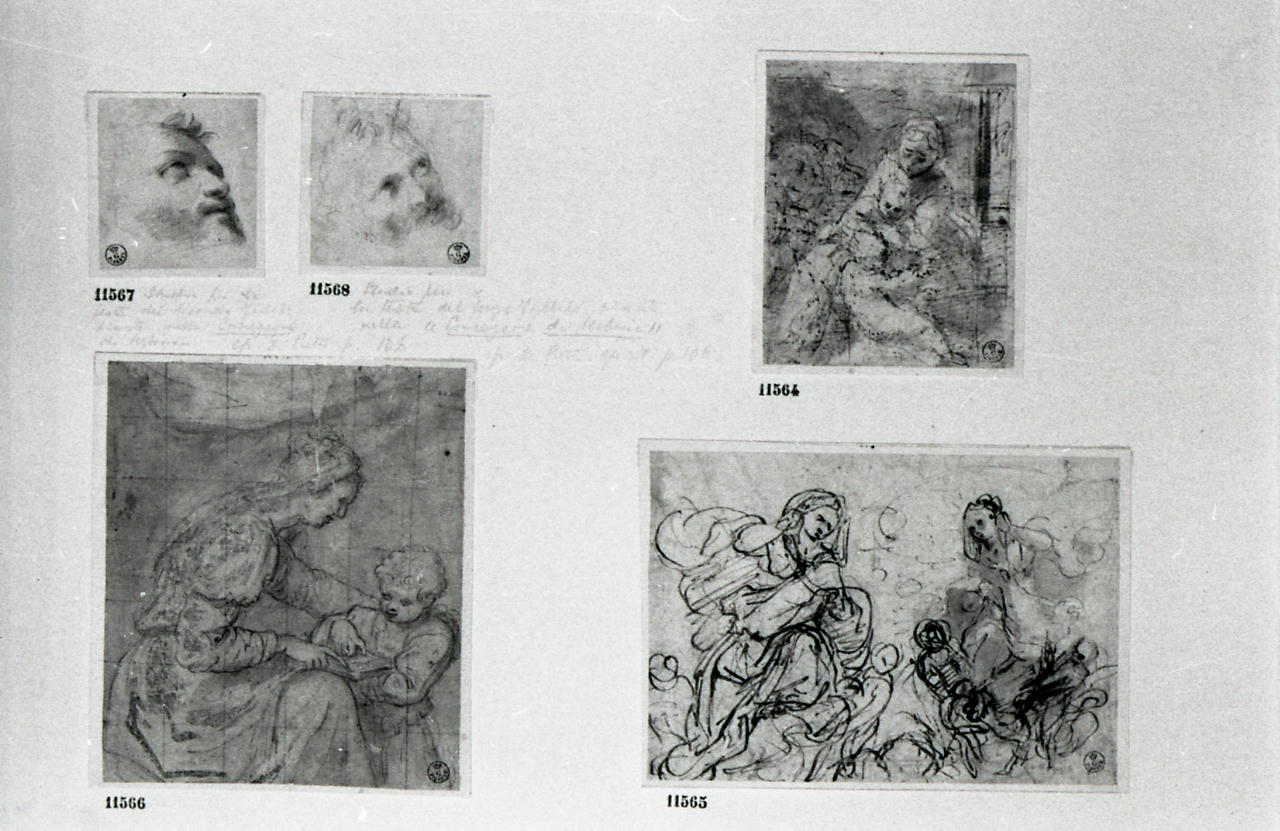
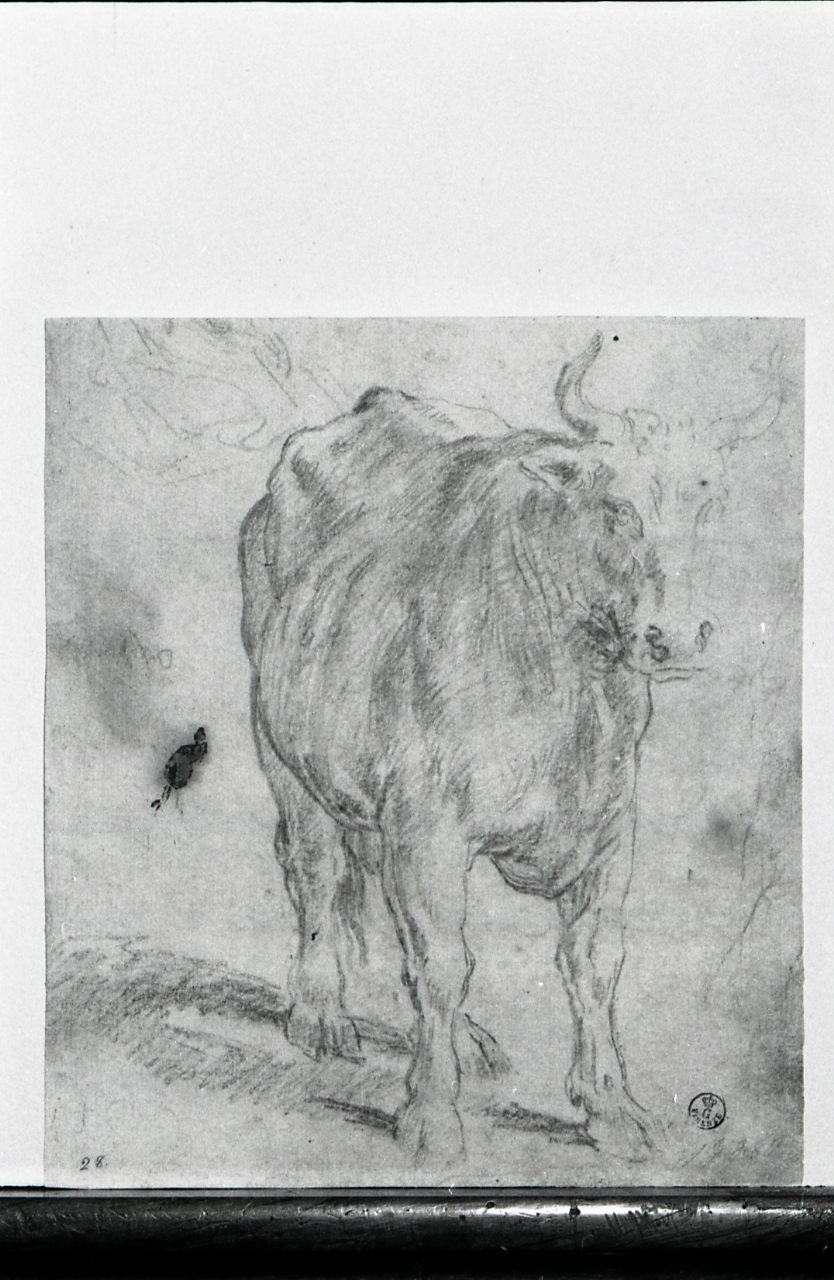
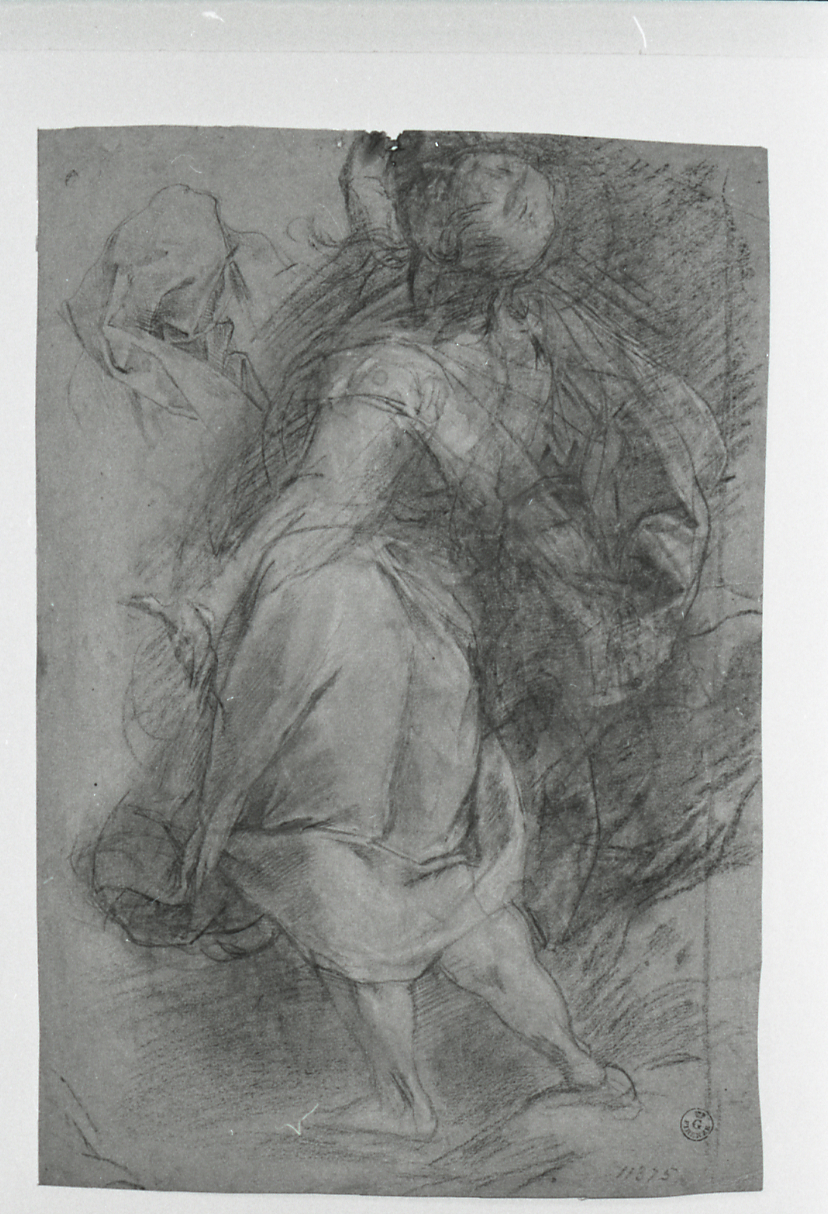
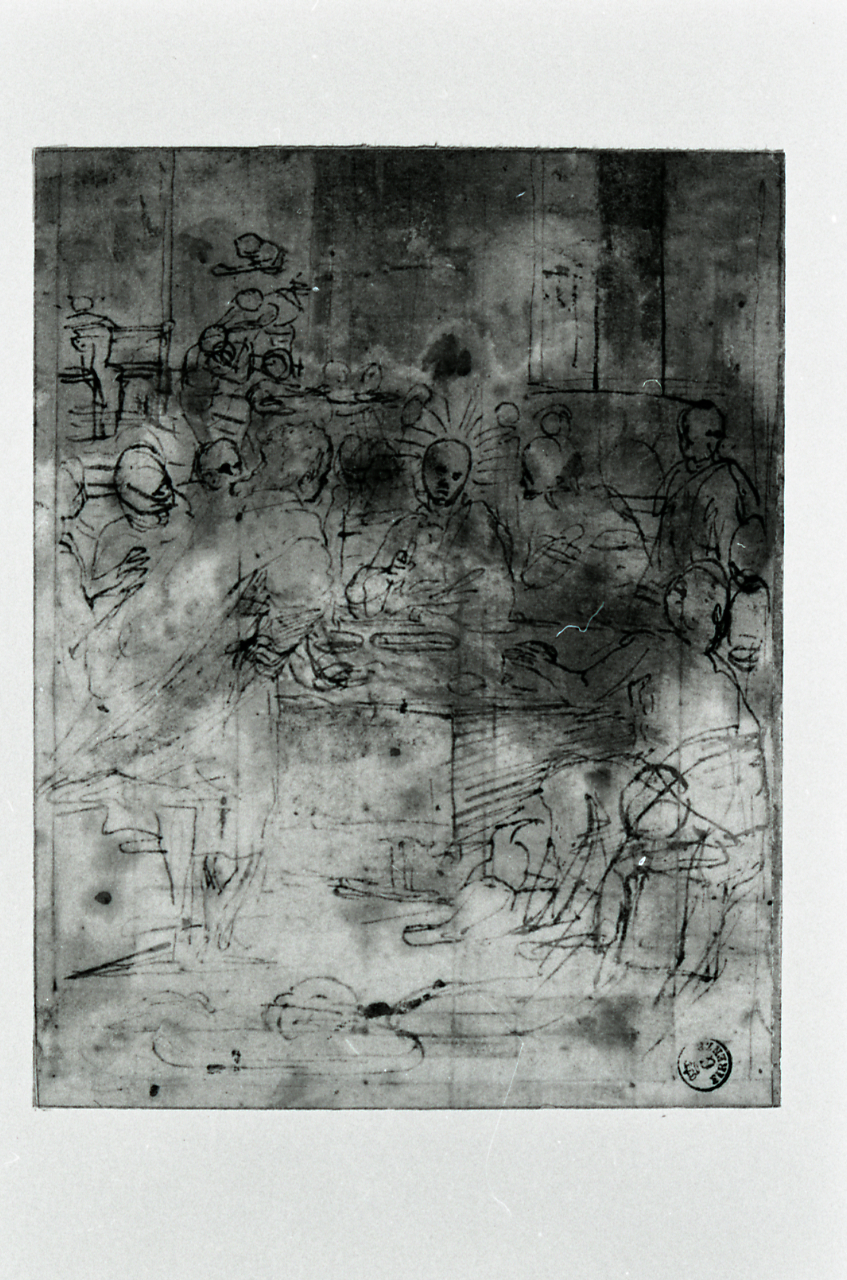
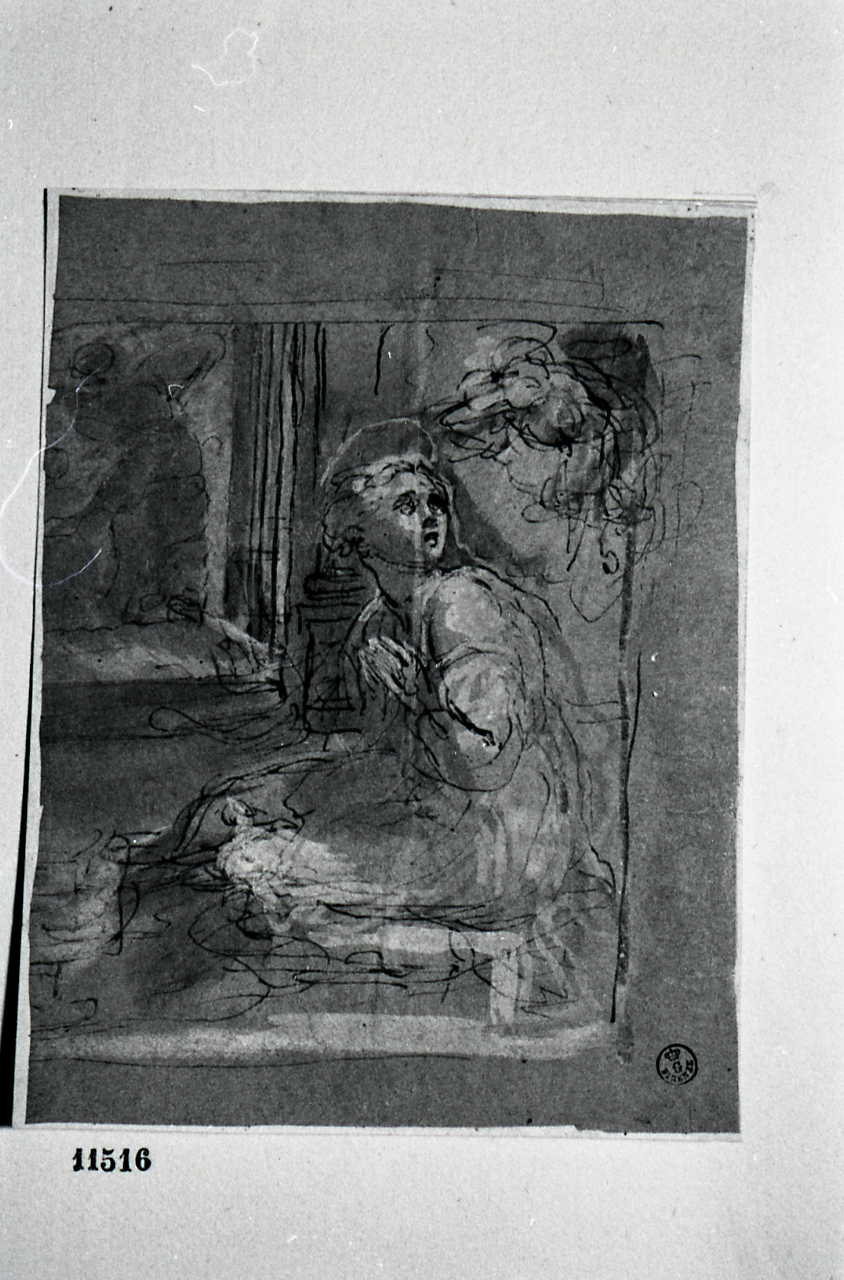
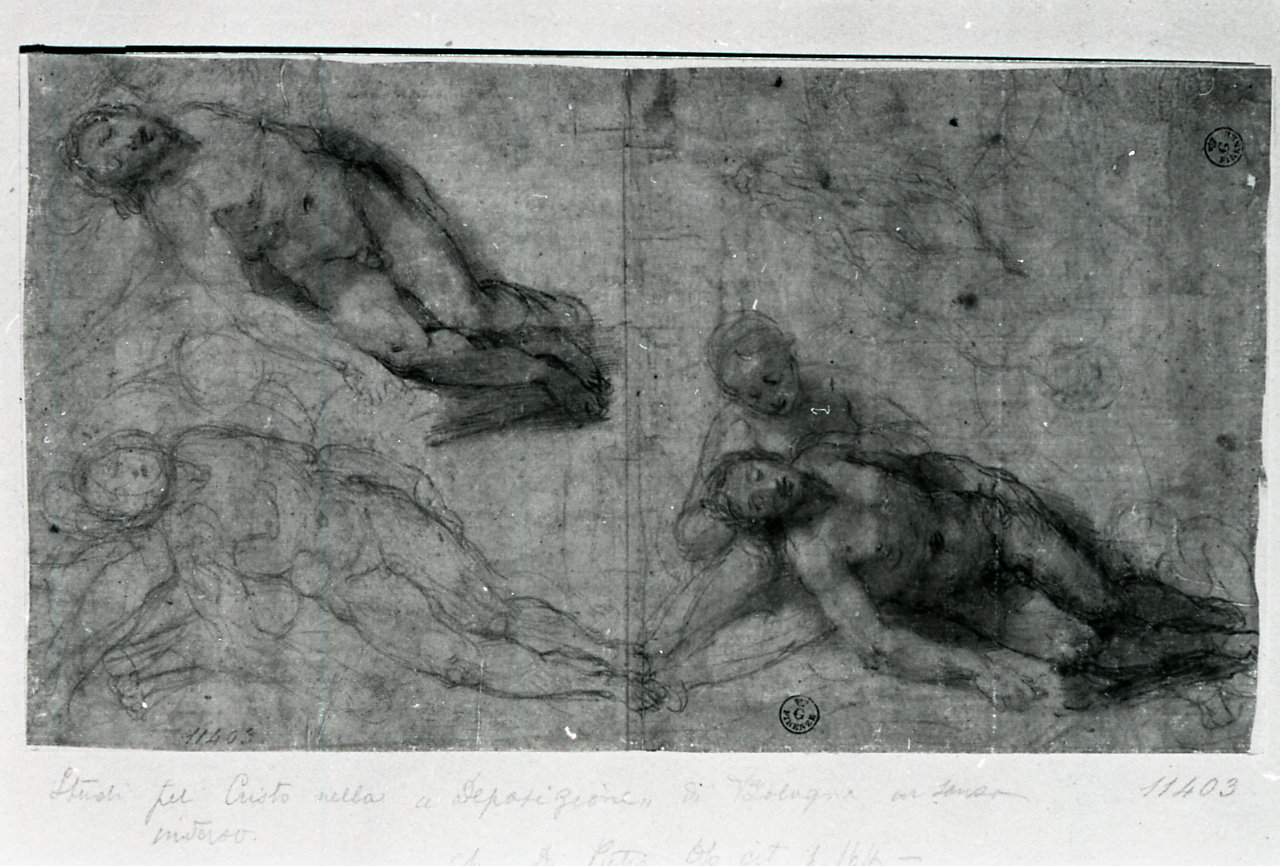
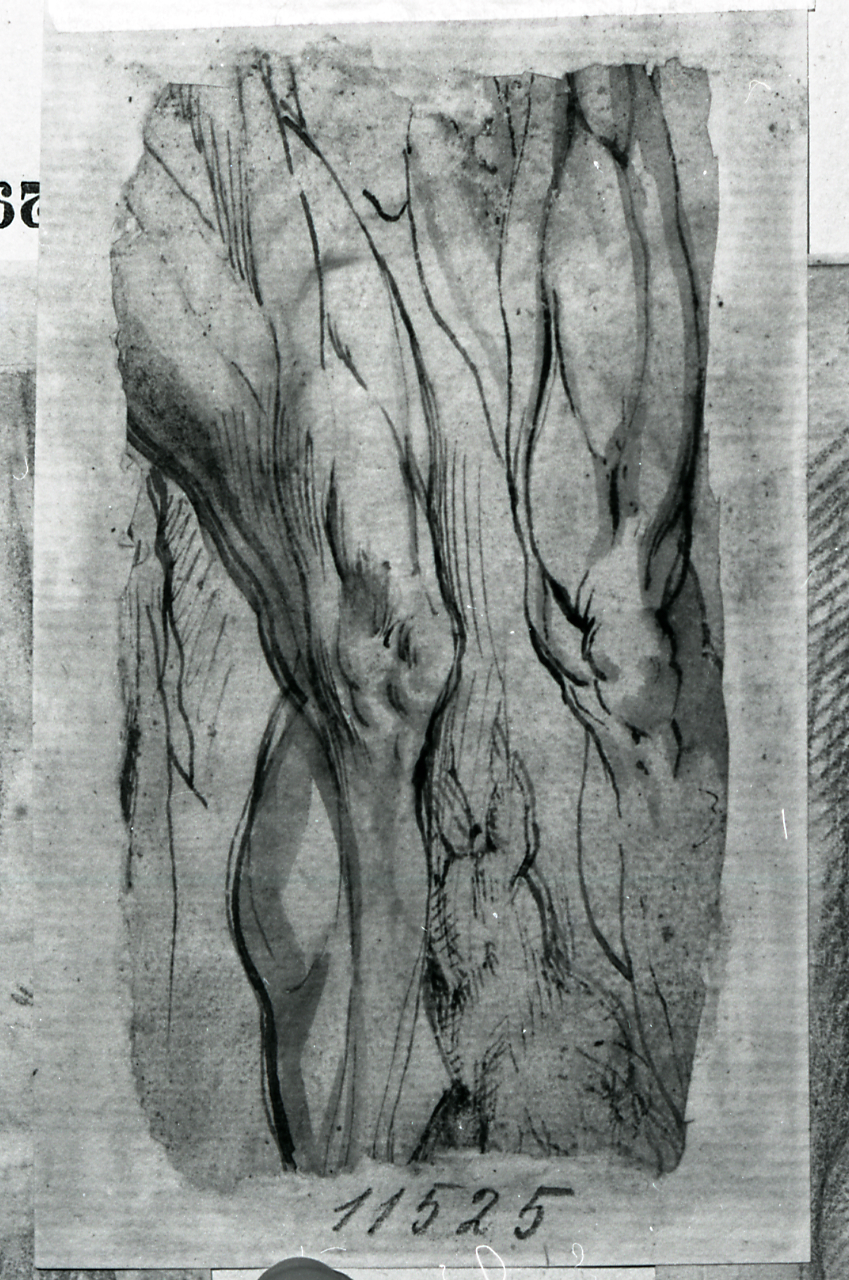
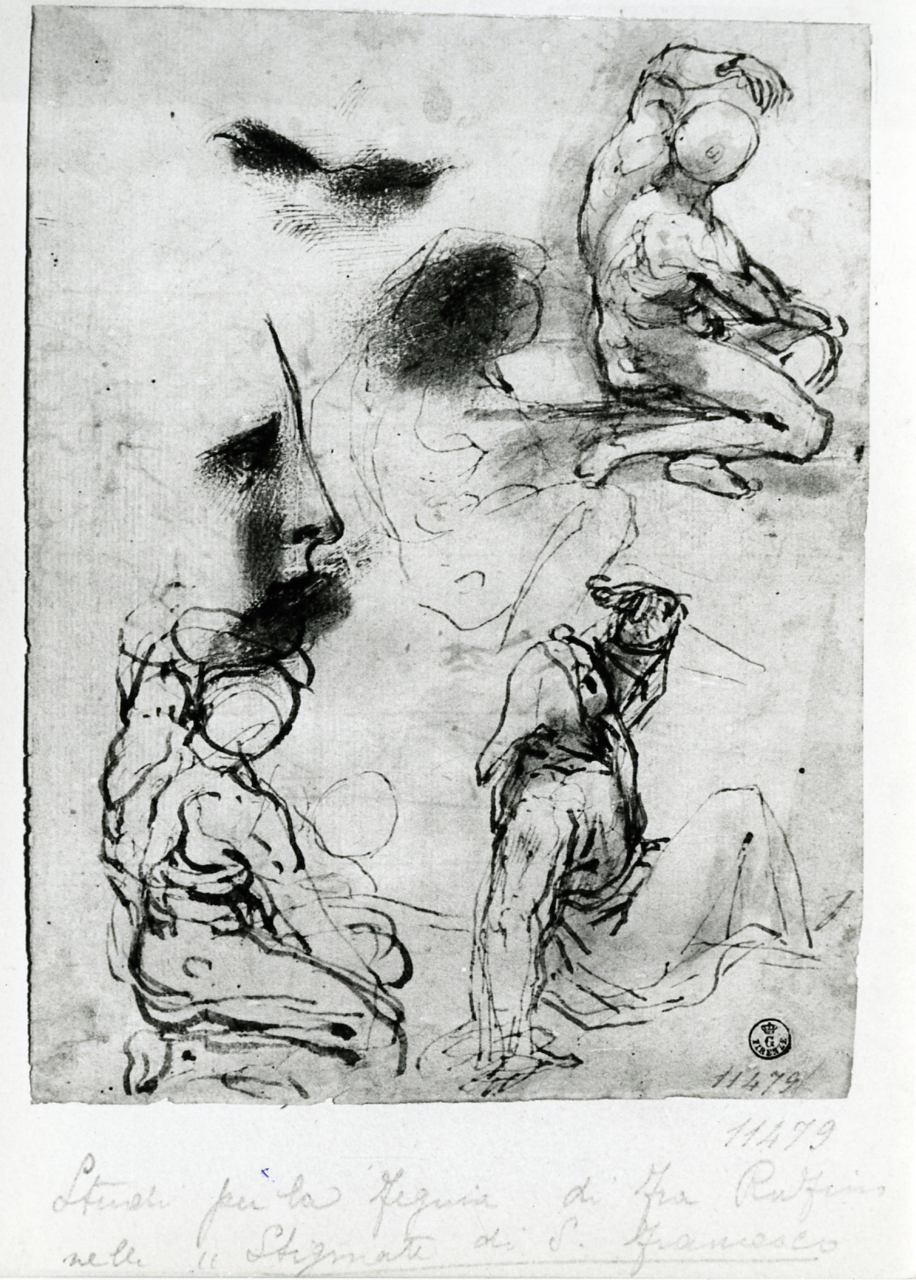
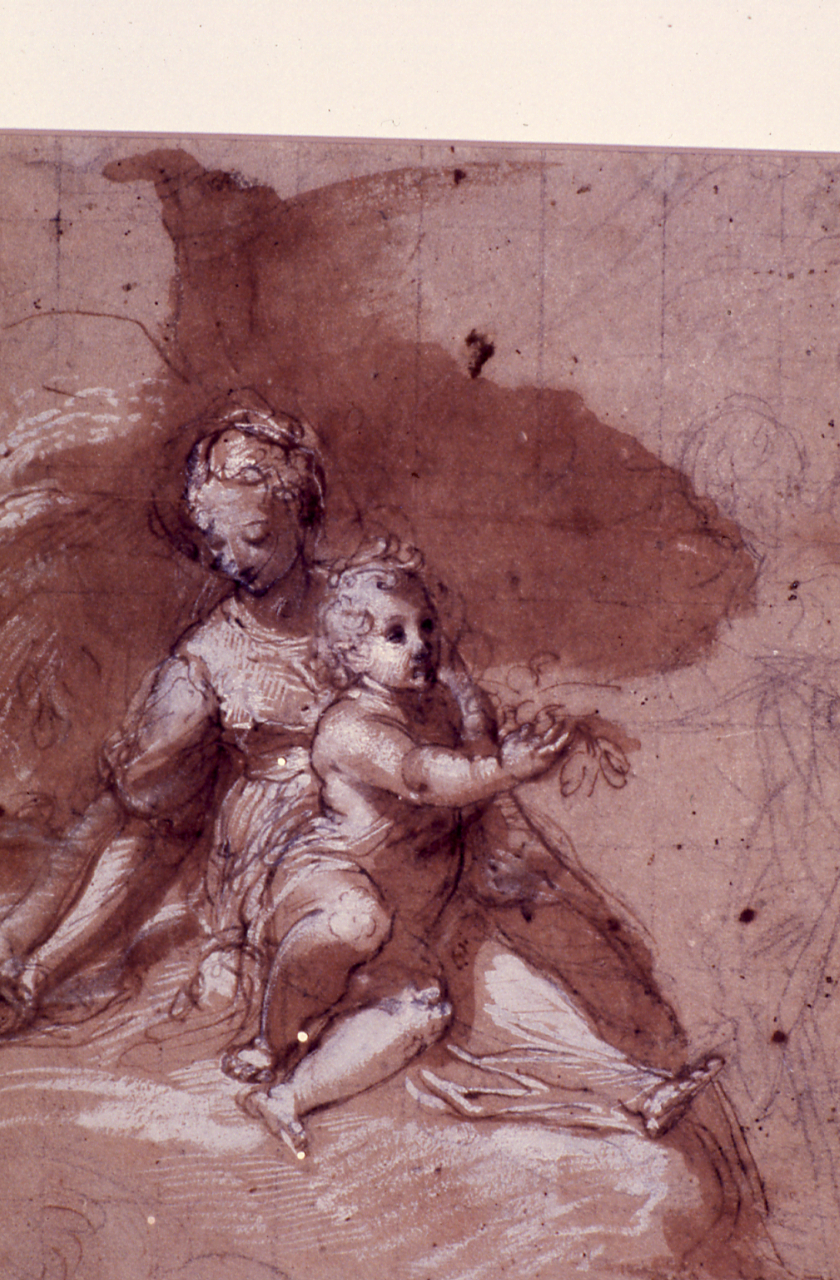
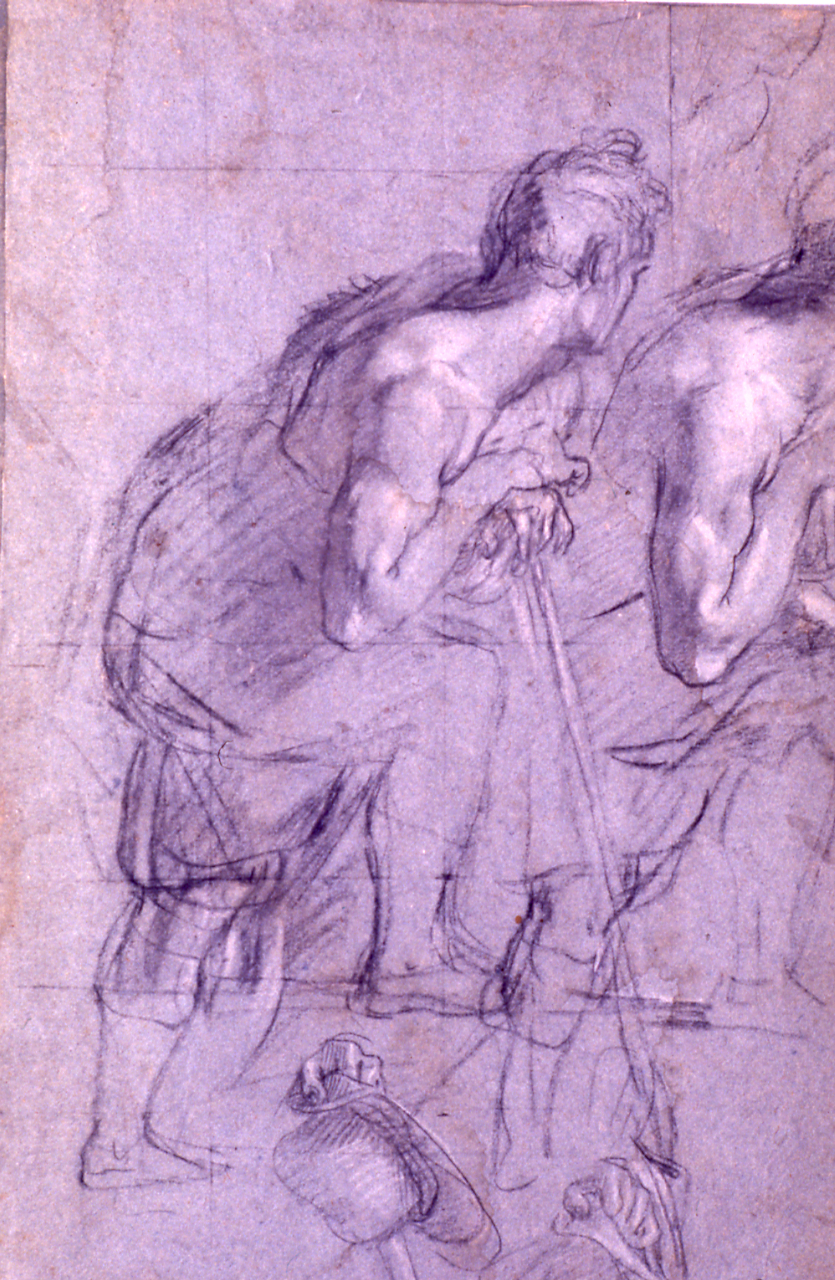
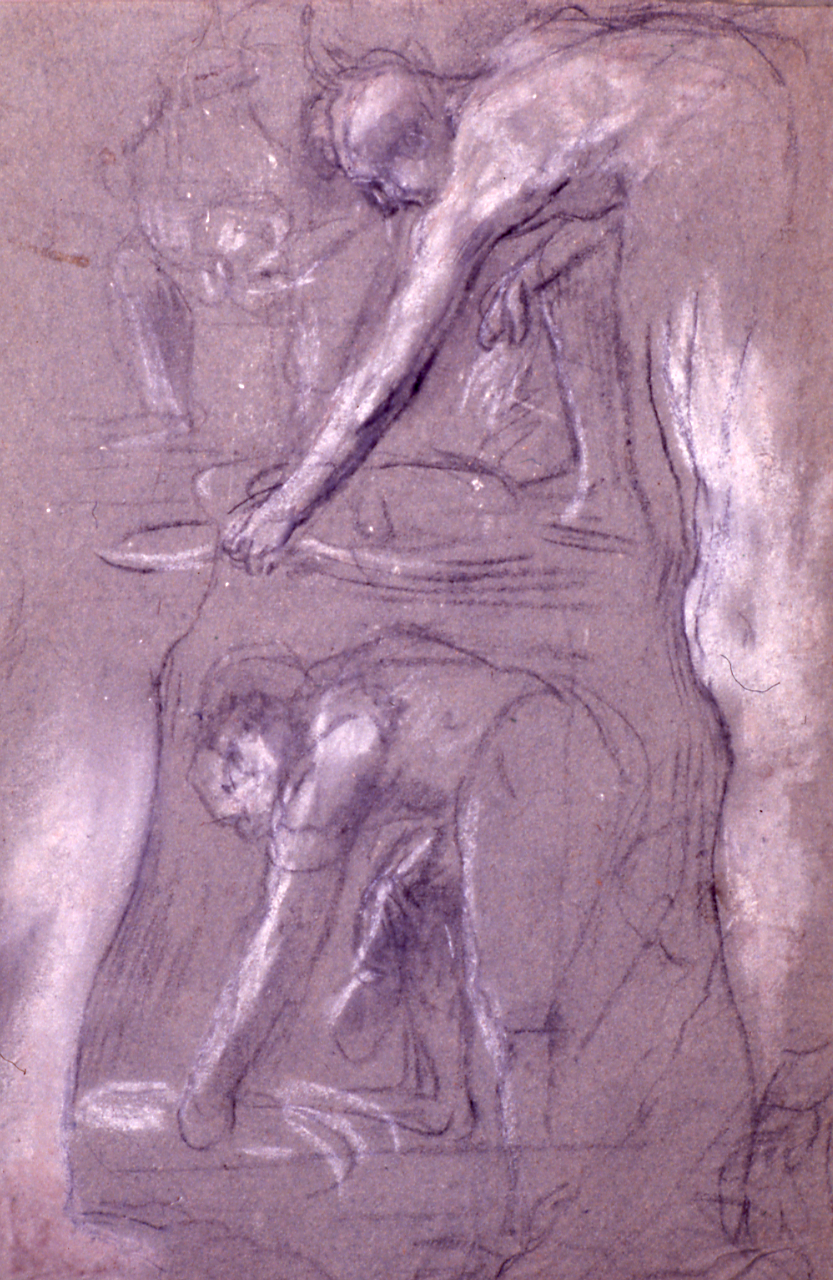
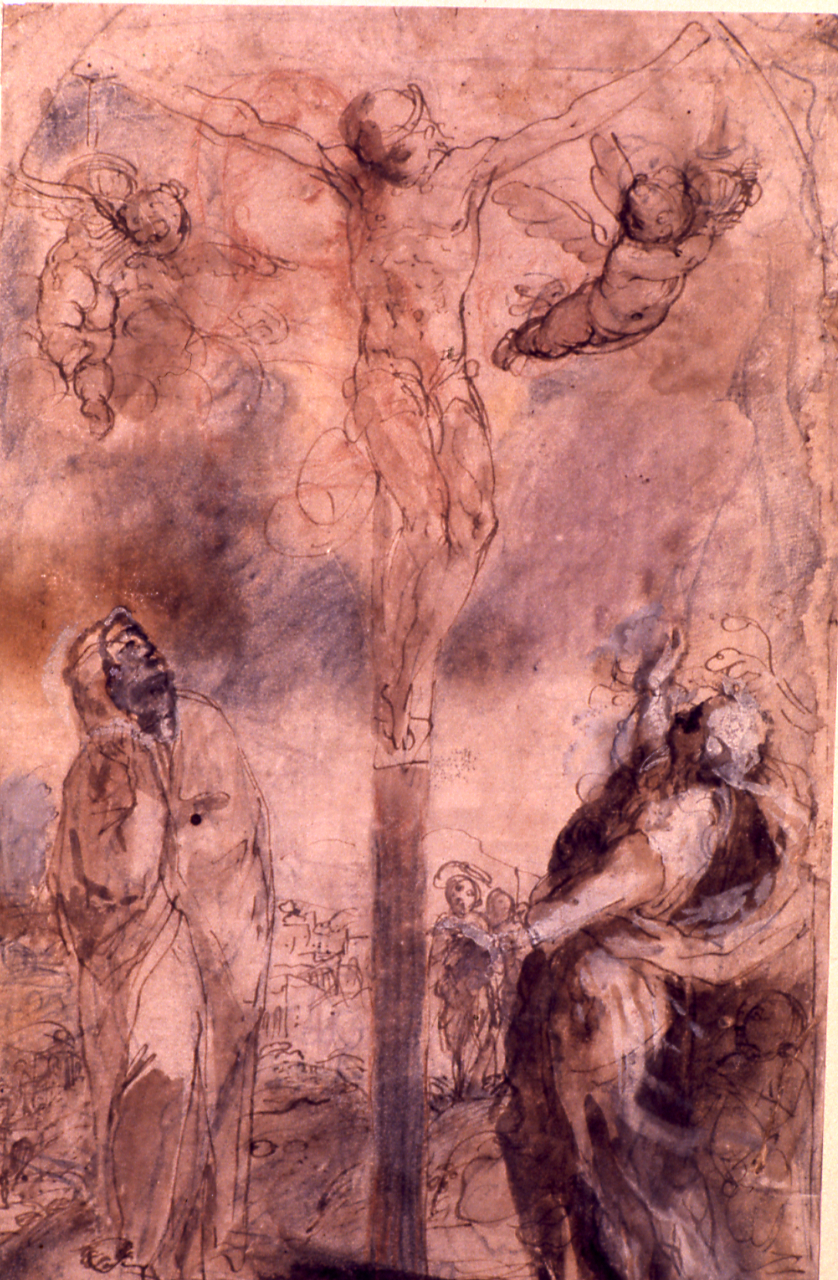
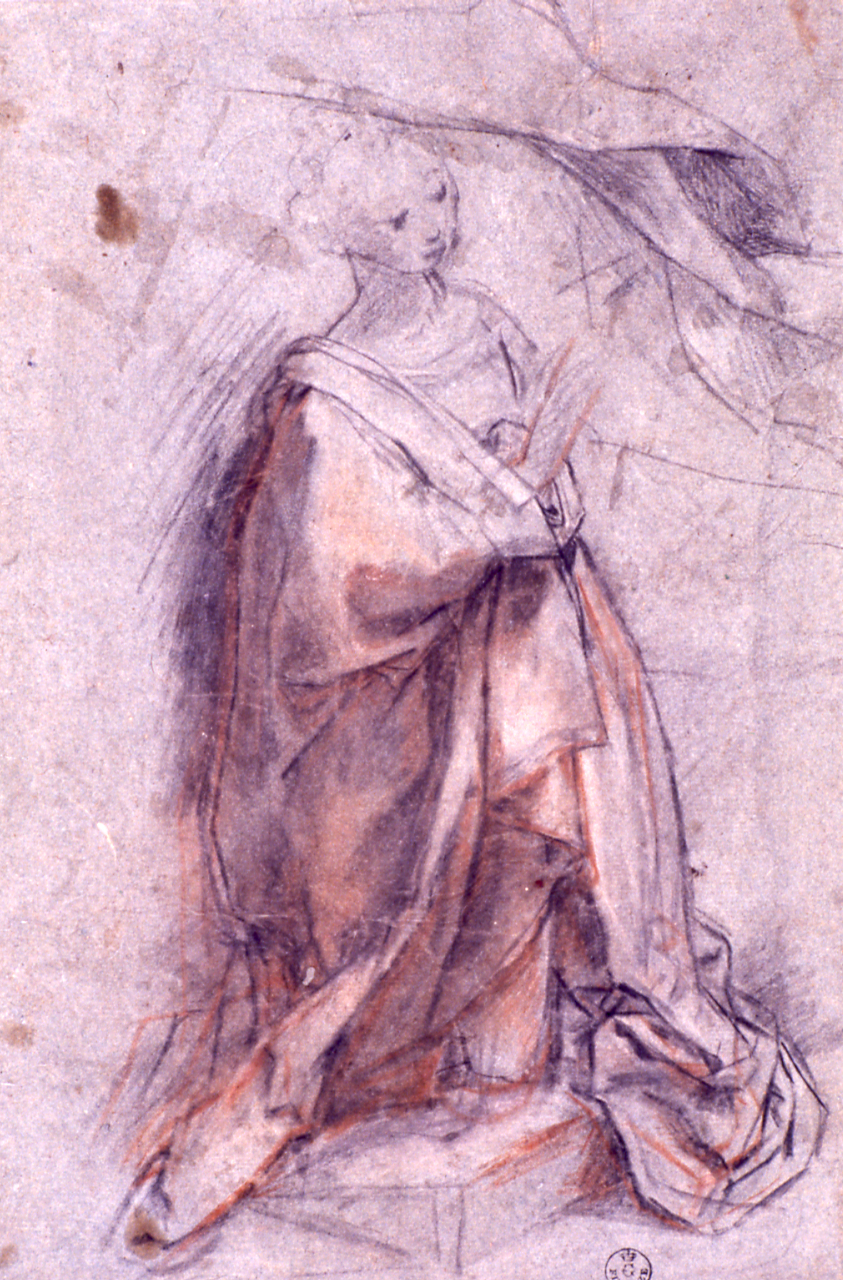
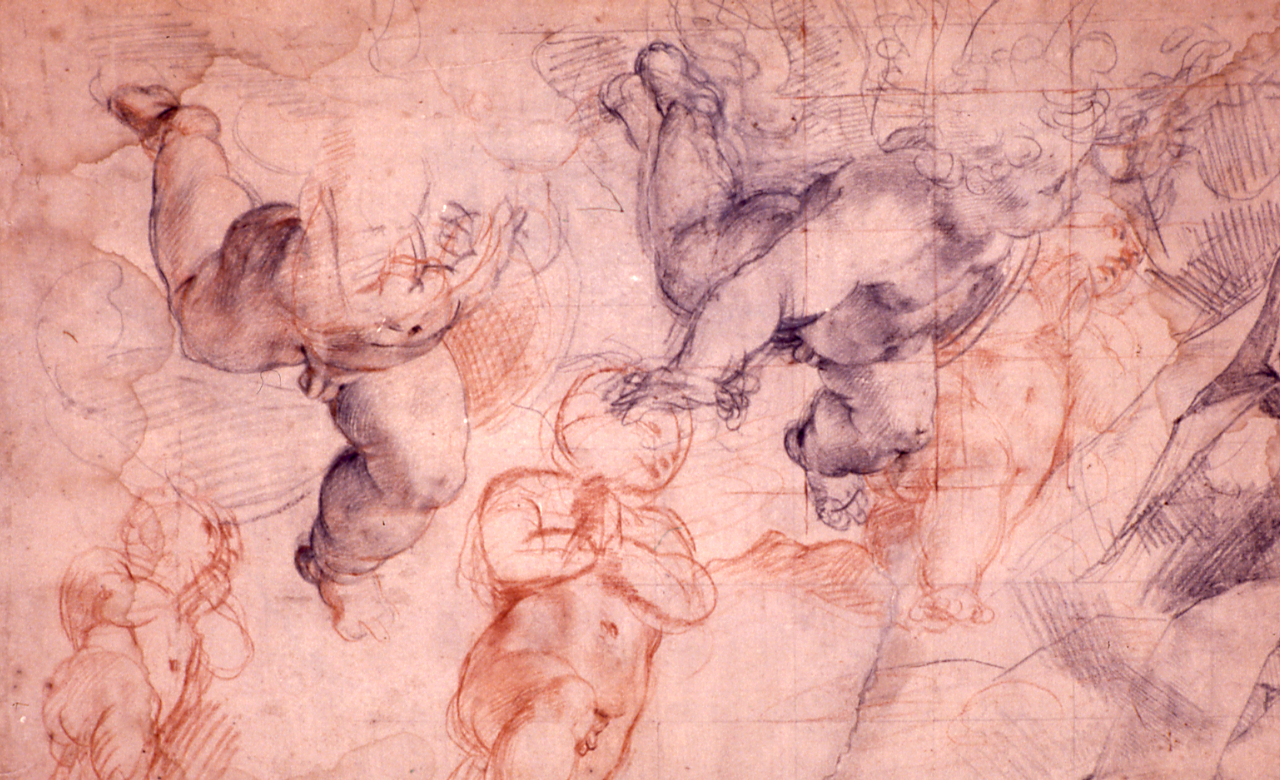